# Cataspilota calabarica
Cataspilota calabarica är en bönsyrseart som beskrevs av John Obadiah Westwood 1889. Cataspilota calabarica ingår i släktet Cataspilota och familjen Mantidae. Inga underarter finns listade i Catalogue of Life.